# Никсон, Джей
Джеремайя Уилсон (Джей) Никсон (англ. Jeremiah Wilson «Jay» Nixon; 13 февраля 1956, Де Сото, Миссури) — американский политик, представляющий Демократическую партию. 55-й губернатор штата Миссури (2009—17).

## Биография

### Ранние годы
Джей Никсон — пожизненный гражданин города Де Сото, пригорода Сент-Луиса, где он родился и вырос. Его мать, Бетти Ли (урожденная Уилсон), была учителем и президентом местного школьного совета, а отец, Джеремайя (Джерри) Никсон, был мэром города. Один из прапрадедов Никсона по отцовской линии был братом сенатора-демократа от Луизианы Бенджамина Джонаса. В 1978 году Никсон окончил Миссурийский университет, а затем работал здесь же на юридическом факультете.

### Карьера в политике
После периода частной практики в родном городе, Никсон был избран в Сенат штата Миссури от округа Джефферсон. В 1988 году он выставил свою кандидатуру на выборах в Сенат США, однако проиграл действующему сенатору Джону Дэнфорту, набрав только 32 % голосов по сравнению с 68 % Дэнфорта.
3 ноября 1992 года Никсон был избран генеральным прокурором штата Миссури. В 1996, 2000 и 2004 годах Никсон был переизбран на пост генерального прокурора с большим отрывом от соперников. В 1998 году он снова предпринял неудачную попытку попасть в Сенат США, на этот раз проиграв действующему сенатору от Республиканской партии Киту Бонду.
Как генеральный прокурор, Никсон создал отдел по охране окружающей среды для слежения за исполнением природоохранного законодательства Миссури. Адвокаты этого отдела принимали правовые меры для уменьшения загрязнения воздуха штата, воды и почвы и для наблюдения за интересами сельского хозяйства Миссури. Агрессивные действия Никсона в должности генерального прокурора принесли ему народное признание. Журнал Barrister назвал его одним из 20 лучших молодых юристов страны, а Missouri Jaycees выбрал его в числе десяти выдающихся молодых граждан Миссури. Как генеральный прокурор, Никсон также активно участвовал в решении вопросов, касающихся десегрегации школ, смертной казни и абортов.

### Губернатор штата Миссури
22 января 2008 года действующий губернатор Мэтт Блант неожиданно объявил, что не будет баллотироваться на второй срок. К 25 марта 2008 года, крайнему сроку подачи заявок, свои кандидатуры выдвинули три демократа и пять республиканцев. На первичных выборах, состоявшихся 5 августа 2008 года, Никсон был выбран в качестве кандидата от Демократической партии, а Кенни Халшоф — от Республиканской. 4 ноября 2008 года Никсон победил на выборах губернатора, обойдя соперника на 19 пунктов (58 % голосов против 39 %).